# Helder Barbalho
Helder Zahluth Barbalho GCRB • GCME • GOMA (Belém, 18 de maio de 1979) é um administrador e político brasileiro. Filiado ao Movimento Democrático Brasileiro (MDB), é o atual governador do estado do Pará. Foi ministro da Pesca e Aquicultura e ministro-chefe da Secretaria Nacional dos Portos no governo Dilma Rousseff e ministro da Integração Nacional no governo Michel Temer.
Barbalho é formado em administração pela Universidade da Amazônia e pós-graduado com MBA Executivo em Gestão Pública pela Fundação Getulio Vargas.
Filho e herdeiro político do ex-governador do Pará Jader Barbalho e da deputada federal Elcione Barbalho, Helder iniciou sua vida política ainda jovem, elegendo-se vereador de Ananindeua aos 21 anos de idade. Em 2002, elegeu-se deputado estadual com 68,4 mil votos, tornando-se o candidato mais votado para o cargo no estado. 
Em 2004, Helder foi eleito prefeito de Ananindeua, tornando-se o prefeito mais jovem da história do Pará, aos 25 anos, e sendo reeleito em 2008. Em 2014, foi candidato ao governo do estado do Pará pela primeira vez, sendo derrotado no segundo turno por Simão Jatene (PSDB), candidato à reeleição. Já em 2018, elegeu-se governador ao derrotar Márcio Miranda (DEM) no segundo turno. Em 2022, foi reeleito governador no primeiro turno, derrotando seu principal adversário e ex-aliado, Zequinha Marinho (PL).

## Biografia
Helder Barbalho nasceu em Belém do Pará, filho do ex-governador do Pará Jader Barbalho, integrante do MDB, e da deputada federal Elcione Barbalho, também do MDB. Cursou sua educação básica no Colégio Pequeno Príncipe e na Escola Tenente Rego Barros, em Belém, e no Colégio Marista, em Brasília. De volta à sua cidade natal, Helder concluiu o ensino médio na Escola Tenente Rego Barros e no Colégio Moderno.
Em 2002, graduou-se em administração pela Universidade da Amazônia (UNAMA) e, em seguida, obteve o título de MBA Executivo em Gestão Pública pela Fundação Getulio Vargas (FGV) na cidade de São Paulo.
É casado com Daniela Lima Barbalho, também mãe de seus três filhos: Helder Filho, Thor e Heva.
É primo dos também políticos José Priante e Igor Normando e sobrinho-neto do ator Lúcio Mauro.

## Trajetória política
Helder iniciou sua trajetória política aos dezoito anos de idade, quando filiou-se ao PMDB em 1997, presidindo a juventude do partido no Pará e atuando como secretário-geral da Juventude Nacional do partido. Apenas três anos depois, no ano de 2000, candidatou-se ao cargo para vereador do município de Ananindeua, no Pará, e venceu o pleito elegendo-se como o candidato mais votado da cidade, com a soma de 4 296 votos.
Em 2002, Helder elegeu-se como deputado estadual do Pará com a soma de 68.474 votos, tornando-se também o deputado mais votado para o cargo. Enquanto atuava na Assembleia Legislativa do Pará, presidiu e foi relator da Comissão da Lei de Diretrizes Orçamentárias, do Plano Plurianual e da Lei de Orçamento Anual.
Em 2005, Helder assumiu a prefeitura do município Ananindeua, tornando-se aos 25 anos de idade o prefeito mais jovem da história do Pará. Quatro anos depois, foi reeleito em primeiro turno com 93 493 votos. Durante o exercício do cargo, Helder recebeu do Governo Federal e da Organização Ação Fome Zero o Prêmio Gestor Eficiente da Merenda Escolar de Qualidade nos anos de 2007, 2010 e 2012. Em 2008 e 2010, recebeu o Prêmio de Prefeito Empreendedor, do SEBRAE Pará, pelo incentivo dado à geração de emprego e renda para a população de Ananindeua. Além disso, recebeu o Prêmio Objetivos de Desenvolvimento do Milênio do Brasil (ODM) com o Projeto Escola Ananindeua  e, em 2012, o Selo Unicef Município Aprovado com relação às ações implementadas entre os anos de 2009 a 2012. Ainda no exercício da atividade executiva, em 2007, Helder destacou-se por assumir a presidência da Federação das Associações dos Municípios do Estado do Pará (FAMEP), sendo novamente eleito por unanimidade em 2009 para continuar à frente da entidade, presidindo-a até abril de 2014.
No ano de 2012, Helder assumiu a vice-presidência do PMDB no estado e, entre 2013 e 2014, atuou como apresentador na Rádio Clube do Pará com o Programa do Helder. Nas eleição estadual de 2014, foi candidato ao governo do estado mas, mesmo vencendo o primeiro turno com a soma de 1 795 992 votos (49,8%), foi derrotado no segundo turno por Simão Jatene, candidato à reeleição pelo PSDB.

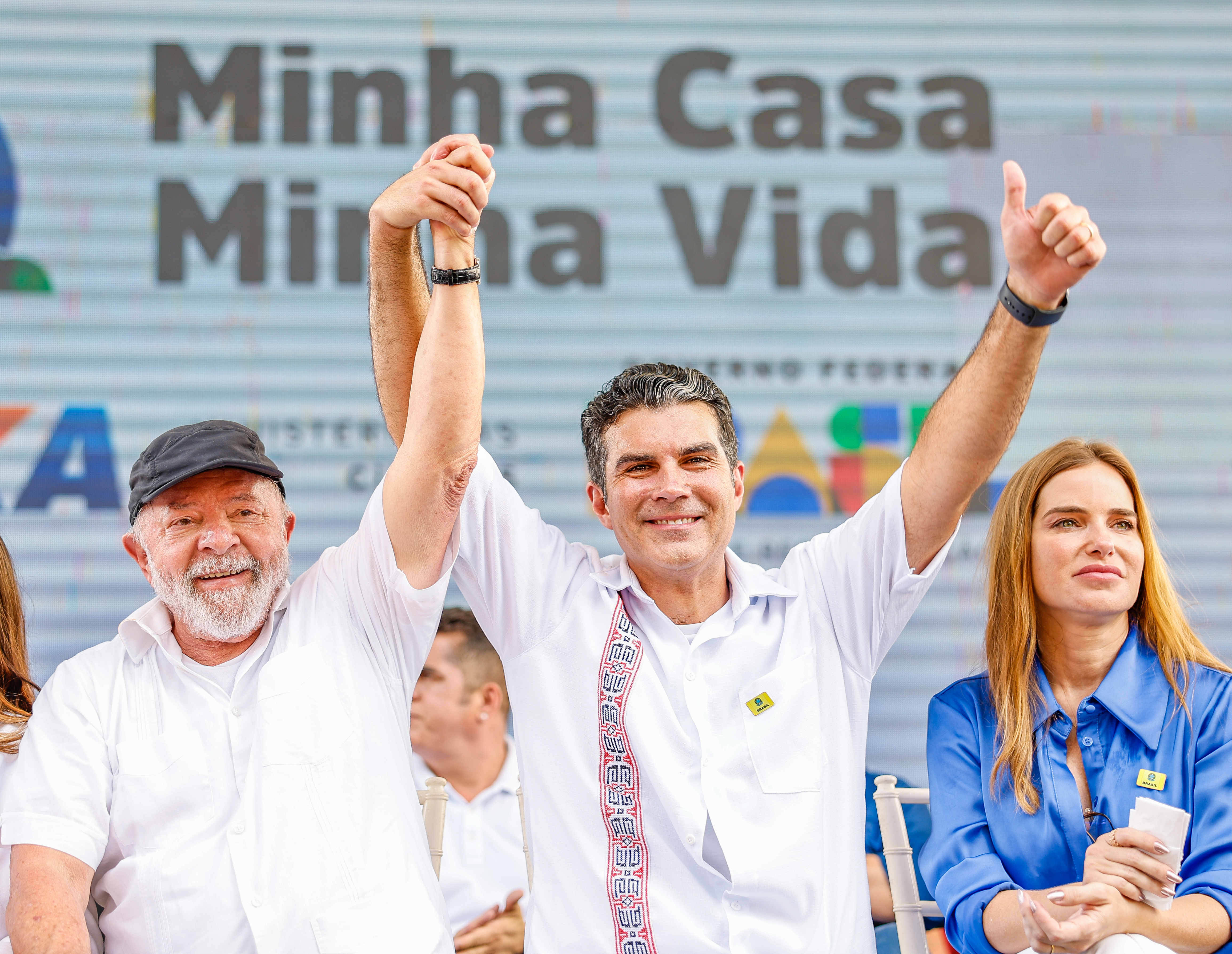
O Governador Helder Barbalho e o Presidente Lula, durante Cerimônia de entrega de 222 unidades habitacionais do Residencial Angelin, empreendimento do programa Minha Casa, Minha Vida. Residencial Angelin, Abaetetuba - PA.

No final de 2014, Helder assumiu o cargo de ministro da Pesca e Aquicultura para o segundo mandato do Governo Dilma Rousseff. O político permaneceu como representante do ministério até a reforma ministerial ocorrida em 2 de outubro de 2015, quando a pasta foi extinta, mesma data em que assumiu a Secretaria Nacional dos Portos. Todavia, Helder pediu demissão do cargo em 20 de abril de 2016, após o PMDB deixar a base de apoio do governo Dilma.
Já entre os anos de 2016 e 2018, durante o governo Michel Temer, esteve à frente do Ministério da Integração Nacional, atuando principalmente em projetos nacionais como a transposição do Rio São Francisco, e na área de Defesa civil e desenvolvimento regional. Diante disso, Helder acompanhou as ações de políticas públicas da Fundação Getúlio Vargas e empreendeu 3,2 bilhões de reais em financiamento para a instalação de placas fotovoltaicas nas regiões Norte, Nordeste e Centro-Oeste, incentivando processos de energia renovável por meio da diminuição de juros no custo das placas. Nas ações de desenvolvimento regional, o então ministro participou da inauguração de complexos habitacionais pertencentes ao programa Minha Casa, Minha Vida; defendeu a atuação da Força Nacional no estado do Pará, que apontou índices de violência entre os mais altos do país; e aprovou um total de 37 milhões de reais como recurso para os municípios de Castanhal e Paragominas, visando um conjunto de obras de macrodrenagem no canal Salgado Grande (18,9 milhões); a pavimentação de alguns trechos da via Transcastanhal (3,3 milhões) e o abastecimento de água (14,7 milhões) para a população dos dois municípios através do programa Água para Todos.

## Governador do Pará
Em 2018, Helder candidatou-se novamente ao governo do estado do Pará pela coligação O Pará daqui pra frente, composta por MDB, PR, PSC, PSD, PP, PTB, PROS, PTC, PSL, PHS, PRB, PMB, DC, Patriota, Podemos e Avante. O deputado federal Lúcio Vale foi seu candidato a vice-governador. Somando 2 068 319 votos (o equivalente a 55,43% dos votos válidos), Helder venceu Márcio Miranda (DEM) no segundo turno. O gabinete de Helder Barbalho é composto dos seguintes secretários:
| Pasta                            | Incumbente                              | Partido | Partido                                 | Mandato                                        |
| -------------------------------- | --------------------------------------- | ------- | --------------------------------------- | ---------------------------------------------- |
| Casa Civil                       | Parsifal Pontes                         |         | Movimento Democrático Brasileiro        | 1 de janeiro de 2019 - 25 de junho de 2020     |
| Casa Civil                       | Iran Ataide de Lima                     |         | Movimento Democrático Brasileiro        | 26 de junho de 2020 -                          |
| Casa Militar                     | Osmar Vieira Junior                     |         | Independente                            | 1 de janeiro de 2019 -                         |
| Fazenda                          | René de Oliveira e Sousa Júnior         |         | Independente                            | 1 de janeiro de 2019 -                         |
| Procuradoria Geral               | Ricardo Nasser Sefer                    |         | Independente                            | 1 de janeiro de 2019 -                         |
| Saúde Pública                    | Alberto Beltrame                        |         | Movimento Democrático Brasileiro        | 1 de janeiro de 2019 - 30 de junho de 2020     |
| Saúde Pública                    | Rômulo Rodovalho                        |         | Independente                            | 1 de julho de 2020 -                           |
| Meio Ambiente e Sustentabilidade | Mauro O' de Almeida                     |         | Independente                            | 1 de janeiro de 2019 - 6 de setembro de 2024   |
| Meio Ambiente e Sustentabilidade | Raul Protázio Romão                     |         | Independente                            | 7 de setembro de 2024 -                        |
| Transportes                      | Pádua Andrade                           |         | Movimento Democrático Brasileiro        | 1 de janeiro de 2019 -                         |
| Esporte e Lazer                  | Arlindo Penha da Silva                  |         | Republicanos                            | 1 de janeiro de 2019 - 1 de junho de 2021      |
| Esporte e Lazer                  | Nivan Setubal Noronha                   |         | Democratas                              | 2 de junho de 2021 - 1 de fevereiro de 2023    |
| Esporte e Lazer                  | Cássio Andrade                          |         | Partido Socialista Brasileiro           | 1 de fevereiro de 2023 - 1 de janeiro de 2025  |
| Esporte e Lazer                  | José Francisco de Jesus Pantoja Pereira |         | Partido Socialista Brasileiro           | 1 de janeiro de 2025 -                         |
| Obras Públicas                   | Ruy Cabral                              |         | Movimento Democrático Brasileiro        | 1 de janeiro de 2019 -                         |
| Ciência e Tecnologia             | Carlos Maneschy                         |         | Movimento Democrático Brasileiro        | 1 de janeiro de 2019 -                         |
| Planejamento                     | Hana Ghassan                            |         | Independente                            | 1 de janeiro de 2019 - 1 de abril de 2022      |
| Planejamento                     | Ivaldo Renaldo de Paula Ledo            |         | Independente                            | 1 de abril de 2022 -                           |
| Justiça                          | Rogério Barra                           |         | Partido Social Liberal                  | 1 de janeiro de 2019 - 10 de fevereiro de 2021 |
| Justiça                          | José Francisco de Jesus Pantoja Pereira |         | Partido Socialista Brasileiro           | 11 de fevereiro de 2021 - 1 de abril de 2022   |
| Justiça                          | Valbetanio Barbosa Milhomem             |         | União Brasil                            | 1 de abril de 2022 - 1 de fevereiro de 2023    |
| Justiça                          | Evandro Garla                           |         | Republicanos                            | 1 de fevereiro de 2023 -                       |
| Desenvolvimento Agropecuário     | Hugo Suenaga                            |         | Independente                            | 1 de janeiro de 2019 - 24 de maio de 2021      |
| Desenvolvimento Agropecuário     | Giovanni Corrêa Queiroz                 |         | Partido Democrático Trabalhista         | 25 de maio de 2021 -                           |
| Assistência Social e Trabalho    | Inocêncio Gasparim                      |         | Partido dos Trabalhadores               | 1 de janeiro de 2019 -                         |
| Cidadania                        | Ricardo Balesteri                       |         | Independente                            | 1 de janeiro de 2019 -                         |
| Educação                         | Leila Freire                            |         | Movimento Democrático Brasileiro        | 1 de janeiro de 2019 - 4 de fevereiro de 2020  |
| Educação                         | Elieth de Fátima Braga                  |         | Movimento Democrático Brasileiro        | 10 de fevereiro de 2020 - 5 de janeiro de 2023 |
| Educação                         | Rossieli Soares                         |         | Partido da Social Democracia Brasileira | 6 de janeiro de 2023 -                         |
| Cultura                          | Ursula Vidal                            |         | União Brasil                            | 1 de janeiro de 2019 -                         |
| Segurança Pública                | Ualame Fialho Machado                   |         | Independente                            | 1 de janeiro de 2019 -                         |
| Sistema Penitenciário            | Jarbas Vasconcelos                      |         | Partido Verde                           | 1 de janeiro de 2019 -                         |
| Defesa Pública                   | Arthur Moraes                           |         | Independente                            | 1 de janeiro de 2019 -                         |

Em 2022 disputou novamente o governo do estado, agora contendo uma forte coligação intitulada Pra Seguir em Frente, juntando os principais cacifes políticos como o PSDB e o PT, sendo a primeira vez que os três partidos se juntam em um mesmo propósito, além de alguns partidos que já fizeram parte da sua coligação como Republicanos, PP, PTB, PODE, DC, PSD e Avante, juntando também PDT, Cidadania, PSB e União Brasil. Hana Ghassan (MDB) foi sua candidata a vice. Helder foi reeleito com 3 211 276 votos, o equivalente a 70,41% dos votos válidos, sendo a primeira vez desde a redemocratização que o pleito para governador do Pará é decidido em primeiro turno, além de ser o governador mais votado do Brasil naquele pleito.
Em 14 de março de 2023, Daniela Barbalho, esposa do governador, foi eleita ao Tribunal de Contas do Estado do Pará, cargo cuja responsabilidade inclui fiscalizar os gastos do governo do marido. O Ministério Público Federal entrou com representação para impedir a posse de Daniela, por nepotismo.

## Desempenho em eleições
| Ano  | Eleição                 | Candidato a       | Partido | Coligação | Vice/Suplentes      | Votos                                                          | Resultado  |
| ---- | ----------------------- | ----------------- | ------- | --- | ------------------- | -------------------------------------------------------------- | ---------- |
| 2000 | Municipal de Ananindeua | Vereador          | PMDB    | PMDB | —                   | 4.296                                                          | Eleito     |
| 2002 | Estadual no Pará        | Deputado Estadual | PMDB    | PMDB | —                   | 68.474                                                         | Eleito     |
| 2004 | Municipal de Ananindeua | Prefeito          | PMDB    | Ananindeua Para Todos (PMDB,PDT,PTB,PCdoB,PSB,PPS,PV,PSC,PSL, PTN, PTC,PRONA,PAN,PSDC,PRTB,PMN,PRP,PCB)                              | Chicão (PMDB)       | 108.726                                                        | Eleito     |
| 2008 | Municipal de Ananindeua | Prefeito          | PMDB    | Ananindeua no caminho certo (PMDB,PT,PP,PSB,PR,PDT,PCdoB, PSC,PHS,PTdoB,PTN,PSL,PSDC,PRP,PMN)                                        | Sandra Batista (PT) | 93.493                                                         | Eleito     |
| 2014 | Estadual no Pará        | Governador        | PMDB    | Todos pelo Pará (PMDB,DEM, PT,PR,PDT,PCdoB, PROS,PTN,PHS, PSL,PPL)                                                                   | Lira Maia (DEM)     | 1.795.992 (1º - Primeiro turno) 1.721.479 (2º - Segundo turno) | Não Eleito |
| 2018 | Estadual no Pará        | Governador        | MDB     | O Pará daqui pra frente (MDB,PR,PP,PSD,PRB,PTB,PODE,PROS,PSC, PSL,PATRI,AVANTE,PHS,DC,PMB,PTC)                                       | Lúcio Vale (PR)     | 1.825.708 (1º - Primeiro turno) 2.068.319 (1º - Segundo turno) | Eleito     |
| 2022 | Estadual no Pará        | Governador        | MDB     | Pra seguir em frente (MDB,FE BRASIL (PT, PCdoB e PV),Federação PSDB Cidadania,PP,PSD,Republicanos,PTB,PODE,UNIÃO,Avante,PSB, PDT,DC) | Hana Ghassan (MDB)  | 3.117.276 (1º - Primeiro turno)                                | Eleito     |

## Controvérsias

### Suposta improbidade administrativa
Helder foi absolvido da acusação de improbidade administrativa referente ao tempo em que ocupou o cargo de prefeito do município de Ananindeua. O ex-prefeito foi acusado de estar supostamente envolvido no desvio de cerca de R$ 2,78 milhões do Sistema Único de Saúde (SUS), utilizando contratos irregulares com empresas "fantasmas" entre os anos de 2005 e 2012. A ação, julgada pelo Tribunal Regional Federal, foi dada como improcedente mediante às provas apresentadas.

### Suposto abuso de Poder Econômico
O político também respondeu a um processo no Tribunal Regional Eleitoral do Pará por abuso de poder econômico quando concorreu ao pleito para governador do estado em 2014. Apesar de terem perdido as eleições, o candidato e seu vice, Joaquim Lira Maia, do DEM, supostamente teriam sido ilegalmente beneficiados por farta propaganda eleitoral irregular, antecipada na forma de matérias promocionais veiculadas nas mídias do grupo RBA, propriedade da família Barbalho. Entretanto, o Tribunal Regional Eleitoral do Pará julgou as acusações como improcedentes, decisão que foi contestada pelo Ministério Público Federal.

### Tentativa de censura
Em 2014, o apresentador Nonato Pereira recorreu da ação judicial iniciada por Helder contra o programa Mix Atualidades da Super Rádio Marajoara. A proposta da ação contra o programa girava em torno da proibição da divulgação de qualquer notícia sobre o ex-prefeito de Ananindeua, prevendo uma multa de R$ 300 mil por programa. Entretanto, a justiça concedeu o mandado de segurança que suspendia a ação de Helder, pautada nos critérios de liberdade de imprensa.

### Delação da Odebrecht
Em 2017, o ministro Edson Fachin, relator dos inquéritos da Operação Lava Jato no Supremo Tribunal Federal (STF), autorizou a abertura de inquérito contra Helder, então ministro da Integração Nacional, com base nas delações de ex-executivos da construtora Odebrecht (atual Novonor). À época, Helder era suspeito de receber R$ 1,5 milhão ilegais em três parcelas durante a campanha para o governo do estado do Pará em 2014, com vistas ao beneficiamento da empresa nas obras de saneamento no estado paraense, configurando-se caixa-2. Helder, por sua vez, negou as supostas ilegalidades e divulgou uma nota afirmando que as doações da campanha de 2014 foram registradas e aprovadas pelo Tribunal Regional Eleitoral do Pará, não possuindo qualquer influência na área de saneamento no estado.
O caso era apurado no Supremo Tribunal Federal, porém foi levado para a primeira instância por conta do entendimento da Corte sobre a competência da Justiça Eleitoral para processar e julgar crimes comuns em conexão com crimes eleitorais. Em meio a esse inquérito, em janeiro de 2020, a Polícia Federal deflagrou a Operação Fora do Caixa. O ex-senador do estado, Luiz Otávio Campos (MDB) foi preso em Belém, sob suspeita de ter intermediado os pagamentos e com indícios de que uma das parcelas foi entregue em endereço ligado a parentes do ex-congressista. Outro mandado de prisão ocorreu em Palmas, tendo como alvo Álvaro Cesar Silva da Rin., que também teria intermediado propinas. Além disso, foram protocoladas buscas e apreensões. A Operação Fora do Caixa apura crimes de falsidade ideológica eleitoral, formação de quadrilha e lavagem de dinheiro.

### Compras de respiradores na pandemia da COVID-19
No início de maio, o Governo do Pará recebeu da China 153 respiradores e 1 580 bombas de infusão que seriam utilizados no combate ao COVID-19. Estes equipamentos seriam parte da encomenda realizada pelo executivo estadual em março de 2020, com um total investido de 50,4 milhões de reais nos respiradores e 8,4 milhões nas bombas de infusão, em que metade do recurso total fora pago antecipadamente à empresa estrangeira.
No entanto, dias depois, após a identificação do mau funcionamentos dos respiradores, a pedido do governador do estado, a Procuradoria-Geral da República (PGR) solicitou à Justiça paraense o congelamento de bens e recolhimento dos passaportes dos empresários envolvidos na venda dos equipamentos.
Diante dos ocorridos, o Ministério Público do Estado do Pará (MPPA), em conjunto com o Ministério Público Federal (MPF) e a Polícia Federal (PF) iniciou um processo de investigação contra Helder Barbalho, pela suspeita de que a compra dos respiradores teria sido superfaturada em 86,6%, e de que o governo do estado teria montado um processo de dispensa de licitação posterior ao pagamento à empresa chinesa. Em 10 de junho de 2020, o governador do estado do Pará foi alvo da Polícia Federal em uma operação de busca e apreensão, batizada de Para Bellum, que busca apurar os supostos desvios de recursos e fraudes em processos de licitação na compra de respiradores. As investigações geraram polêmica nas redes de informação e mídias do país, com apontamentamentos de Valdo Cruz e Octavio Guedes, por exemplo,  que discutiram a construção de um episódio político pautado nas ações da PGR e da PF.
No mesmo dia, Helder Barbalho convocou uma coletiva de imprensa para prestar alguns esclarecimentos à população paraense. Em seu posicionamento, o governador ressaltou que houve o ressarcimento do valor de 22 milhões de reais aos cofres públicos, e que recorreu à justiça para não efetuar o pagamento referente a metade restante do valor pago pelos 1 580 difusores, que não apresentaram defeito e já estão em funcionamento. O valor de 4,2 milhões de reais cobriria a diferença faltante no montante de 25 milhões e deixaria o Pará com um crédito de aproximadamente 1,6 milhões de reais, dado como dano moral coletivo. As investigações seguem em andamento e o caso prossegue sobre sigilo.

### Uso da mídia para promoção política
O procurador federal Alan Rogério Mansur da Silva diz que a associação de políticos e radiodifusão cria competição desigual nas eleições. Em 2014, como procurador regional eleitoral do Pará, ele denunciou, por abuso de poder, o então candidato a governador (pelo PMDB) Helder Barbalho. Seu pai, Jader Barbalho é proprietário da Rede Bandeirantes no Pará. Em entrevista à Agência Pública, Alan Rogério Mansur da Silva disse que Jader Barbalho, em mais de uma ocasião, usou a mídia que controla para fins políticos.
Em janeiro de 2021, o Ministério Público Eleitoral pediu ao TSE a cassação de Helder Barbalho por abusar de meios de comunicação em campanha eleitoral e veicular informações falsas.